# Navi Mumbai Airport
Der Navi Mumbai International Airport (IATA: NMI, ICAO: VANM) ist ein seit August 2021 im Bau befindlicher internationaler Flughafen in Ulwe, Navi Mumbai, im Distrikt Raigad, Maharashtra, Indien. Er wird auch als D. B. Patil International Airport bezeichnet. Dieser Name wurde zu Ehren von Dinkar Balu Patil (1926–2013), einem bekannten Führer der Peasants and Workers Party of India in Maharashtra, gewählt. Nach seiner Fertigstellung wird er der zweite Flughafen in der Metropolregion Mumbai sein und den bestehenden Chhatrapati Shivaji Maharaj International Airport ergänzen. Der Abschluss der ersten beiden Bauphasen und die Eröffnung sind für den 31. März 2025 geplant, die endgültige Fertigstellung für 2032.

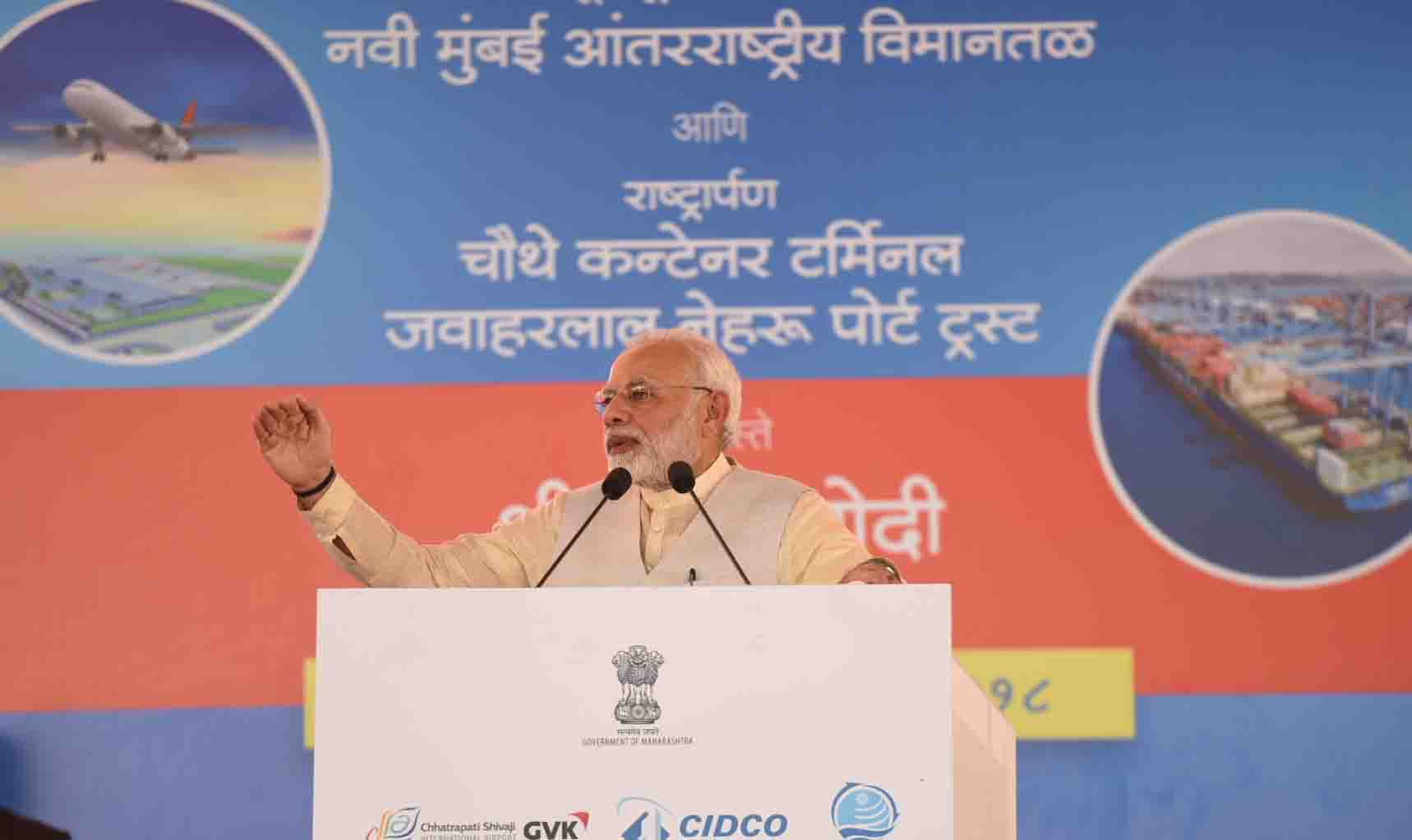
Indiens Premierminister Narendra Modi spricht bei der Grundsteinlegung des internationalen Flughafens Navi Mumbai am 18. Februar 2018.

## Geschichte und Entwicklung
Das Projekt wurde erstmals im November 1997 konzipiert, um die steigende Nachfrage nach Luftverkehr in der Region zu bewältigen. Der Grundstein wurde am 18. Februar 2018 von Premierminister Narendra Modi gelegt, und der Bau begann im August 2021 nach einer mehrjährigen Phase der Landakquisition.
Der Flughafen wird in fünf Phasen gebaut und soll in seiner Endphase über eine Kapazität von mehr als 90 Millionen Passagieren pro Jahr verfügen. Die erste Phase wird über 20 Millionen Passagiere abwickeln können. Die Fertigstellung der ersten Phase des Navi Mumbai International Airport wurde nicht wie ursprünglich geplant bis Dezember 2024 erreicht. Stattdessen wird erwartet, dass die ersten beiden Phasen des Flughafens bis zum 31. März 2025 abgeschlossen und betriebsbereit sein werden.  Die vollständige Fertigstellung des Flughafens, einschließlich aller Terminals und der zweiten Start- und Landebahn, ist für das Jahr 2032 geplant.
Das Projekt wird von der Navi Mumbai International Airport Limited (NMIAL) durchgeführt, einer öffentlich-privaten Partnerschaft, die von Adani Airports Holdings Limited (74 % Anteil) und der City and Industrial Development Corporation (CIDCO) (26 % Anteil) gegründet wurde. Die geschätzten Kosten des Projekts belaufen sich auf etwa 16.700 Crore INR (ca. 1,9 Milliarden USD).
Der Flughafen wird über zwei Start- und Landebahnen verfügen, die jeweils 3.700 Meter lang sind. Er soll eine Frachtkapazität von 2,6 Millionen Tonnen pro Jahr erreichen.